# Camille De Taeye
Pour les articles homonymes, voir De Taeye (homonymie).
Camille De Taeye est un artiste belge né à Uccle le 18 décembre 1938 et mort à Bruxelles le 20 octobre 2013. Son œuvre se compose de peintures, de lithographies et de dessins, empreints, dans un premier temps, de poésie, d'allusions burlesque ou picaresque, de  belgitude et d'ironie et, à partir des années 1990, d'épisodes dramatiques de son existence.
Son œuvre Le Cheval d'octobre, retenue en 2000 pour les murs de la station de métro Eddy Merckx à Anderlecht, est très représentative de cette seconde période.
En décembre 2018, Marie Buisseret, veuve de l'artiste, a créé un fonds nominatif « Camille De Taeye » au sein de la Fondation Roi Baudouin en vue de pérenniser l’œuvre de Camille De Taeye et l’œuvre poétique de Gerda Vancluysen, sa première épouse.

## Biographie
De 1958 à 1962, Camille De Taeye suit les cours de Gaston Bertrand à l’Institut Saint-Luc de Bruxelles.
Il expose pour la première fois en 1960, à Rome. Ses œuvres seront dès lors présentées dans de nombreux pays : en Belgique, surtout, son pays d'origine, Italie, France, Allemagne, Suisse, Espagne, Grèce, Norvège, Estonie, au Japon, Brésil, Canada, Maroc, etc.
En août 1962, il épouse Gerda Vancluysen. Le couple aura trois enfants : Alexia (1962-1979), Jean-François (1964-1982) et Serge (1965-2000).
Dès 1976, ses œuvres entrent dans les collections des Musées royaux des Beaux-Arts de Bruxelles.
Durant les années 1980, il collabore avec Henri Ronse et le Nouveau théâtre de Belgique à la conception de costumes et de décors.
En 1984, les Musées royaux des beaux-arts de Bruxelles acquièrent quatre œuvres supplémentaires. La même année, le critique d’art Jacques Meuris publie la première monographie sur Camille De Taeye. Danièle Gillemon, autre critique belge, lui consacre un second livre en 1992 et de nombreux articles dans la presse belge.
En 2000, une de ses œuvres, le Cheval d'octobre, est retenue pour la station de métro Eddy Merckx, à Anderlecht.
L'oeuvre de Camille De Taeye a fait l'objet de trois expositions rétrospectives : en 1987 au Musée communal des Beaux-Arts d'Ixelles, en 2009 au Centre culturel du Botanique et en 2012 au Centre d’Art de l’Abbaye du Rouge-Cloître alors qu’il est lauréat du prix Gaston Bertrand.
Camille De Taeye meurt le 20 octobre 2013 à Bruxelles,,.

## L’œuvre
« Camille De Taeye ne décrit pas ses rêves. Il les visualise picturalement et matérialise la vision qu'il en a. Les images qu'il voit s'enchâssent les unes dans les autres. »

— Patrick Roegiers

« Un tableau est un imbroglio structuré. »

— Camille De Taeye
Cette phrase de l'artiste souligne l'importance qu'il donne à la composition. Si les rêves fournissent les images, les idées, le rôle du peintre est de les assembler pour composer le tableau.

### Seconde période
« Quand les êtres qu'on aime ont disparu, il reste les choses qu'ils ont touchées. »

— Patrick Roegiers
À partir des années 1990, l’œuvre de Camille De Taeye est marquée des drames personnels qu'il a traversés.
Pour cette période, les peintures sont figuratives, mais les compositions, très construites, sont irréalistes, basées sur le rapprochement d'objets et de matières. Les contours des objets sont flous, l'ambiance semble souvent nuageuse ou ouatée et contraste avec la dureté des thèmes désormais récurrents : la mélancolie, la mort - violente -, l'isolement ou l'absence, signifiés par des objets au sens incontestable : squelette, objet contondant, scie, clou, ciseaux, aiguilles, pieux acérés... Sur la toile, ils côtoient des objets du quotidien moins connotés (un canapé, un billard, des toiles - retournées -, un piano) pour montrer le tourment ne quitte pas l'artiste un seul instant.
Naufrage (1998) et Le Cheval d'octobre (2000) sont ainsi représentatifs des « associations (...) systématiques » de cet univers et de ces symboles.

## Enseignement
Parallèlement à son travail de création, Camille De Taeye est également enseignant : à l'Institut Saint-Luc à Bruxelles, d'abord, de 1964 à 1972, où il seconde puis prend la succession de son maître Gaston Bertrand ; de 1981 à 1991, ensuite, à l’Académie des Beaux-Arts Constantin Meunier d’Etterbeek ; à la Cambre, enfin, de 1992 à 1999.

« J’y donne cours, six heures par semaine à une trentaine d’élèves du monde entier : des Belges, des Espagnols, des Allemands, des Zaïrois, des Chinois…  Il y a parmi eux des talents stupéfiants.  Je crois qu’ils m’aiment bien, malgré mon aspect d’ours…  J’essaie de leur apprendre que la technique - évidemment indispensable - importe assez peu : ce qui compte, c’est ce qu’est un trait sur la feuille.  Et de savoir que l’art s’inscrit dans l’espace.  Apprendre à transmettre par la main une émotion.  En dessinant, on réalise des sensations. »

— propos recueillis par Francis Matthys, Camille De Taeye, peintre des sensations, La Libre Belgique, 17 novembre 1995.

« [Camille De Taeye] ne professe point de canon, il ne soumet à aucune emprise ceux et celles qui, à ses côtés, affûtent leur coup de crayon ou de pinceau.  D’où le regard sans compromis qu’il peut ensuite porter sur leur évolution dans les méandres d’une créativité  qu’ils embrassent , tôt ou tard, sans autre filet que le leur. »

— Roger Pierre Turine, La Libre Belgique,  30 nov. 1996.
En 1996, Camille De Taeye prolonge cette activité et organise une exposition collective au château Malou avec 4 de ses étudiants : Anne Desobry, Gudny-Rosa Ingimarsdottir, Angel Rodrigues-Munuera et Bernadette Vrancken. En 2009, à nouveau, lors de sa rétrospective au Botanique, Camille De Taeye présentera des oeuvres d'Anne Desobry.

## Expositions

### Expositions personnelles cataloguées
- 1981-1982, Camille De Taeye : peintures, Bruxelles, Fred Lanzenberg.
- 1986, Redu, galerie Le Bateau Ivre.

Anne-Marie La Fère (préf.), Lithographies, Redu, galerie Le bateau ivre, 1986, 40 p., ill., 28 cm.
- 1987 (30 avril-28 juin), Ixelles, Musée communal des beaux-arts.

Jacques Meuris (préf.), Henri Ronse, Chris Christoffels, Camille De Taeye au Musée d'Ixelles, 1987, n. p., ill. en noir et en coul., 23 cm.
- 1988, Redu, galerie Le Bateau ivre.

Danièle Gillemon (préf.), Redu, 1988.
- 1989, Camille De Taeye, Köln, Belgisches Haus.
- 1999, Les trios illogiques, Bruxelles, Galerie 2016.
- 2001, Bruxelles, galerie Le Salon d'Art.

Georges Meurant (préf.), Camille De Taeye : l'écume des Sommets, 2001.
- 2002, Bruxelles, galerie 2016.

Georges Meurant (préf.), Camille De Taeye : grands écarts, 2002.
- Patrick Roegiers, Camille De Taeye, La Pierre d'Alun, 2009.
- 2004, Peintures, Bruxelles, Galerie 2016[12].

Jacques Keguenne (préf.), Bruxelles, 2004.
- 2007, Jambes, galerie Détour.

Georges Meurant (préf.), Camille De Taeye : Chandolin, 2007.
- 2009, Camille De Taeye ou L’envers de l’abîme, Bruxelles, Le Botanique. Commissaire : Jean Marchetti.

Patrick Roegiers (préf.), Bruxelles, Le Botanique, 2009. Jumelée à l'exposition Vertiges intimes, Bruxelles, Le salon d’art, 9 mars - 16 mai 2009.
- 2012 (6 mars-27 mai), Rétrospective à l’occasion du Prix Gaston Bertrand, Auderghem, Centre d’Art de Rouge-Cloître[15]

Rétrospective à l’occasion du Prix Gaston Bertrand : dossier de presse, Auderghem, Centre d’Art de Rouge-Cloître, 2012.
- 2021 (10 mai-10 juillet), Retour à Camille De Taeye : estampes, peintures, dessins, Bruxelles, Le Salon d'art.
- 2025 (15 juin-24 Août), Des hauts et des bas de soie, exposition à la Galerie Wery (Dinant).

### Autres expositions personnelles
- 1960, Rome[16]
- 1965, Bruxelles.
- 1968, Tournai.
- 1970, Bruxelles et Tokyo.
- 1978 (29 avril au 28 mai), Anvers, galerie De Zwarte Panter.
- 1985, Bruxelles, galerie Fred Lanzenberg.
- 1987, Bruxelles, galerie Fred Lanzenberg.
- 1987, Bruxelles, L’Autre Musée.
- 1994, Rendez-vous gardé, Bruxelles, Quadri.
- 2002, Léglise, galerie La Louve.[réf. nécessaire]
- 2002-2003, Lyon, galerie La Louve[17].
- 2002, Midi-Pyrénées, Bruxelles, Galerie Quadri.
- 2003, 30 ans, Jambes, Galerie Détour.
- 2003, Dessins divers, Marche-en-Famenne, Maison de la Culture.
- 2003, Hauterive (Suisse), Galerie 2016.
- 2004, Dessins de Camille De Taeye, Liège, Le 26, centre d'art contemporain, 13 mai - 12 juin 2004. Lors du vernissage, le 13 mai sera présenté l'ouvrage La Peau qui se déchire, de Jacques Izoard, illustré par Camille De Taeye.
- 2005, La montagne selon De Taeye, œuvres de Camille De Taeye et Alain Winance, Ath, Maison Culturelle[18].
- 2005-2006, La Louvière, galerie du Drapeau blanc.
- 2005, Dessins Ad Hoc, Bruxelles, galerie Quadri[19]. Dessins liés au livre Ricotta Ravello de Ben Durant.
- 2006, La Ricotta de Ravello, Bruxelles, Quadri.
- 2007, 40 Auto-portraits  se regardent, Ath, Maison Culturelle, Le Palace.
- 2007, Du dessin à  l’animation du dess(e)in, Château Malou et à la Médiatine (Woluwe-Saint-Lambert. Exposition organisée par la GPOA.
- 2007, Fleur de  citronnier, Bruxelles, Galerie 2016
- 2007, La Belgique vue par l’homme-oiseau, Saint-Hubert, palais abbatial.
- 2007, Bruxelles, Galerie Detour
- 2008, Du dessin à l’animation du dess(e)in, Dakar (Sénégal), Biennale de l’art africain contemporain (festival off).
- 2008, Peintures et  dessins, Glabais, Espace B[20]
- 2009, Mut-Art, Woluwe-Saint-Lambert, La Médiatine
- 2010, Tourinnes-la-Grosse, Moulin de Tourinnes[21].
- 2011, Noirs des seins, Bruxelles, Galerie Quadri
- 2011 (28 avril-4 juin), Peintures, Bruxelles, galerie 2016[22].
- 2012, Voluptés, Glabais, Espace B[23].
- 2013 (9 - 24 mars), Portraits et  auto-portraits, Glabais, Espace B[24].
- 2013 (3 novembre - 2 décembre), Léglise, galerie La Louve[25].
- 2014 (2 février-30 mars), Épilogue, Bruxelles, galerie 2016. « Cette première exposition posthume essentiellement dédiée aux travaux de 2012 et 2013 et à quelques œuvres fortes des années précédentes, souligne l’humeur âcre existentielle de l’œuvre dans une belle, vive et paradoxale lumière de printemps. » (Danielle Gillemon, extrait du carton d'invitation[26]).
- 2016, Me revoilà, Bruxelles, le Salon d’art[27].
- 2016 (29 décembre au 19 janvier), La réalité n'est pas le principe, Paris, galerie Gare de Marlon. « L’exposition rassemble une cinquantaine de dessins et une dizaine de toiles de cet artiste visionnaire, original et libre. »[28].
- 2016 (28 novembre-10 janvier), Paysages en altitude, Bruxelles, galerie 2016.
- 2023, L'immortalité chimérique. Camille De Taeye dans les livres. Wittockiana à Bruxelles.

### Expositions collectives
- 1976, Daily-Bul and C°, Saint-Paul-de-Vence, Fondation Maeght (7 février au 7 mars), puis Bruxelles, Studio du Passage 44 (9 avril-23 mai). Exposition organisée avec la collaboration de Paride Accetti, Serge de Bloe, Pierre Gaudibert, Carlo Schröter, René Withofs, avec le soutien du Ministère de la Culture française service de la propagande artistique.

Catalogue : André Balthazar, Catherine de Croes, Pol Bury, Daily-Bul and C°, Lebeer-Hossemans, 1976, 358 p..
- 1977, Biennale de São Paulo.

Jacques Meuris (préf.), São Paulo, 1977.
- 1993, Mon Animal favori, Bruxelles, galerie Quadri.
- 1995, L’Hypothèse du Sacré, Bruxelles, galerie Quadri.
- 1996, Nivelles, 3e biennale de l’IPEJ.

- 1996, exposition collective avec ses étudiants Anne Desobry, Gudny-Rosa Ingimarsdottir, Angel Rodrigues-Munuera et Bernadette Vrancken, château Malou (Bruxelles).
- 1997 (24 mars - 28 avril), Carnet du Nord : Camille de Taeye, Jephan de Villiers, Christian Rolet, Alain Winance, Watermael-Boitsfort, La Vénerie.
- 1997, Carnet du Nord : Camille de Taeye, Jephan de Villiers, Christian Rolet, Alain Winance, Les Abrets, galerie Evelyne Guichard Aoste, 1997.
- 1997, Camille de Taeye, Jephan de Villiers, Georges Meurant, Fondation Bolly-Charlier, Huy.
- 1999 (30 octobre - 31 décembre 1999), Entre portrait et anonymat, Maison de la culture de la Province de Namur.
- 2000, La Danse macabre, Bruxelles, galerie Quadri.
- 2005, Volatil, Bruxelles, galerie Quadri.
- 2007, Quadri fête 20 ans, Bruxelles, galerie Quadri.
- 2010, Vanitas Vanitatum, Bruxelles, galerie Quadri.

## Collections publiques
NB. Liste mise à jour en juin 2020.
- Artothèque de Woluwe-Saint-Lambert
- Musées royaux des Beaux-Arts de Belgique[30]
- Ministère de la Communauté flamande, département Beeldende Kunst en Musea
- Musée communal d’Ixelles
- Musée provincial d'Art moderne d’Ostende (PMMK)
- Musée de Louvain-la-Neuve (Musée L)
- Musée des Beaux-Arts de Mons
- Communauté française de Belgique (Bruxelles)
- Centre de la gravure et de l'image imprimée (La Louvière)[31].
- Commune de La Louvière.
- Provinciaal museum voor moderne kunst (Ostende).
- Musée d’Art moderne et d’Art contemporain de Liège.
- Musée d’Art contemporain de l’Université libre de Bruxelles.
- Musée d’Art contemporain de Neuchâtel (Suisse).

## Récompenses et distinctions
- 1971 et 1973, médailles de bronze et d’argent au Prix Europa de la ville d’Ostende.
- 1994, Chevalier de l’Ordre de la Couronne (M.B., arrêté royal du 2 mars 1994).
- 2006, Prix des Arts (dessin) de la Province du Brabant wallon.
- 2012, Prix Gaston Bertrand[32]

## Peintures, lithographies, dessins
Années 1950
- Nature morte, 1959[33].

Années 1960
- Carrousel végétal, 1962[33].
- Sens interdit, 1964[33].
- Autoportrait, huile sur toile, 81 x 99,5 cm, 1969[34].
- Composition, gouache sur papier, 50 x 70 cm, 1966[35].
- Sans titre [composition abstraite], encre de Chine et gouache sur papier, daté et signé en bas à gauche, 32,5 x 24,8 cm, 1962[36].
- Sans titre [Musiciens en tête-bêche], encre de Chine rehaussée de lavis, 34,5 x 27,5 cm, 1967[37].
- Sans titre, encre de Chine et fusain, 1962[38].

Années 1970
- Hommage à Andrzej Wajda, 150 x 195 cm, 1970[39].
- Composition, 144,5 x 97 cm, 1972[40].
- Au fil de l'eau, technique mixte sur toile, 122 x 95 cm, 1974[41].
- Sans titre [chien, ailes, montagne, ciseaux], techniques mixtes sur papier, signé dans le coin inf. droit, 55 x 68 cm, 1971[42].
- L'enfance, sérigraphie sur papier, 53 x 40 cm sur feuille 74,5 x 60 cm, 130 exemplaires, 1975[43].
- Carottes et canon, 92 x 120 cm, 1974[44].
- Composition surréaliste dans un intérieur, 91 x 74 cm, 1978[45].
- Le violoniste, crayon, 110 x 72 cm, 1977[46].
- Luberon, mine de plomb sur papier, titré, daté et signé au coin inf. gauche, 30 x 42 cm, 1971[47].
- Asperges, gouache, crayon et encre, 54 x 68 cm, 1972[48].
- Les deux demoiselles, 46.85 x 31,50 in, 1973.
- Le mouton, gouache et crayon sur papier, 62,5 x 94,5 cm, 1971[49].
- Sans titre, huile et pastel, 1975.
- Éléments, huile et polyméthacrylate de méthyle sur panneau, 120 x 85 cm, 1973[50].
- L'artilleur consciencieux, caséine sur toile, 121 x 175,5 cm, 1974[51].
- Veste, 100 x 73 cm, 1970[52]
- Le buste toilé, huile, 100 x 81 cm, 1976[53].
- Toréador, techniques mixtes sur toile, 89 x 76 cm, 1978[54].
- Cheval couteau, gouache, 101 x 101 cm, 1978[55].
- Paysage vallonné, gouache et fusain, 40 x 53 cm, 1979[56].
- Sans titre [veau avec un appareil photographique pour tête], techniques mixtes, 96,5 x 123,5 cm, 1975[57].
- Factorielle 24[33].

Années 1980
- Mon quotidien, 1980[41].
- Les nénuphars, technique mixte sur toile, 94 x 121 cm, 1980[41].
- Dans la nuit, 1982[41].
- Cette mort corporelle à laquelle nul être humain ne peut échapper, acrylique sur toile de coton, 200 x 200 cm, 1982-1983[58].
- L’Œuf, 196 x 131 cm, 1984[59].
- Autoportrait, dessin, 1981[60].
- Un équilibre précaire, huile sur toile, 47 x 102,5 cm, 1989[61].
- Tirette, gouache sur toile, 83 x 115 cm, 1982-1983[62].
- Les Belges sont des peintres de bestiaux (Ch. Baudelaire 1864), lithographie en noir, 27 exemplaires signés, datés, titrés et numérotés[63], 6 épreuves d'artistes numérotées en chiffres romains[64], 65 x 50 cm, 1985.
- Fleurs et pommes, 100 x 100 cm, 1981[65].
- Composition, 28.74 x 21,65 in, 1984.
- Cernunos [cerf et corps de femme], 1985, lithographie en noir tirée à 50 exemplaires, titre, date et signature au crayon, 16,7 x 16,7 cm[66].
- Sans titre [pommes et balles de tennis], 100 x 100 cm, 1982[67].
- Le bateau ivre, lithographie noir et blanc, 34 x 30 cm, 100 exemplaires, 1988[68].
- Haute mer, lithographie noir et blanc, 29 x 24,5 cm, 1983[69].
- Les trous, lithographie sur Arches, 32 x 23,5 cm, 25 exemplaires, 1985[70].
- Le passage, lithographie sur Arches, 30 x 24 cm, 21 exemplaires, 1985[71].
- Recueil : Comme d'habitude, lithographie, 18 x 18 cm, 15 exemplaires, 1985[72].
- Nu dans un paysage [femme nue tenant une scie, barrage], fusain sur drap, daté 1985 et signé au coin supér. droit, dim. du sujet 146 x 113 cm[73]

Années 1990
- Aussois, technique mixte sur toile, 1990[74].
- Le départ, technique mixte sur toile, 89 x 73 cm, 1992[41].
- Cocagne [arbre abattu, souche, tête d'oiseau], 1993, acrylique et crayon sur toile, titre, date et signature en bas à gauche, 30 x 21 cm[75].

- Sans titre [forêt, jambe de femme au sol, haut talon], 1995, crayon sur toile et rehauts de gouache, daté et signé, 30,5 x 21 cm[76].
- Le promeneur et la mort : hommage à Joachim Patinier, acrylique, 1997.
- Un équilibre stable, acrylique, 50 x 60 cm, 1999[77].
- Naufrage, acrylique sur toile de coton, 125 x 100 cm, 1998.
- Scie et plume, techniques mixtes, 28 x 38 cm, 1996[78].

Années 2000
- Cheval d'octobre, 2000.
- Memento mori[79], encre sur papier, 3 tableaux de 19 x 15 cm, datés et signés, 2002[80].
- Le Spectre de l'autocar [sic], lithographie en couleurs, sur papier vélin, 35 exemplaires, 2002[81].
- La robe blanche, acrylique et crayon sur toile, 2003. Présenté à la galerie 2016, lors de l'exposition de l'automne 2004[82].
- Le cerf II, acrylique et crayon sur toile, 80 x 100 cm, 2004.
- Le lotus bleu, acrylique et crayon sur toile, 77 x 58 cm, 2005[83].
- La cirrhose du foie [scie rose sur fond bleu], 2005. Signé et daté en haut à gauche[84].
- Le naufrage, 100 x 80 cm, 2006[85].
- Mickey II, acrylique et crayon sur toile, 80 x 100 cm, 2006.
- À Dürer, acrylique et crayon sur toile, 100 x 80 cm, 2009.
- Danse macabre, dessin, 2000[86].

Années 2010 à 2013
- Ivoire, acrylique sur toile, 77 x 58 cm, 2010.
- Ma palette, acrylique sur toile, 80 x 61 cm, 2010.
- La trappe, acrylique sur toile, 91 x 74 cm, 2011.
- Lectoure[87], crayon sur papier, 50 x 50 cm, 2010.
- Le grand arbre, crayon sur toile, 77 x 58 cm, 2010.
- Praloup (Le chapeau de gendarme), 53 x 45 cm, 2012[88].
- Autoportrait, crayon sur toile, 30 x 21 cm, 2012.

Date inconnue
- Géraniums, huile, 39,37 x 39,37 in.
- Sans titre [sirène et femme à tête de chien], techniques mixtes, 35,43 x 28,74 in.
- Sans titre [animaux imaginaires], gouache, 15.35 x 29,53 in.
- Treize œufs, une plume, acrylique sur toile, 36 x 36 cm.
- Vue sur la tête de l'âne, acrylique, 58.66 x 44,88 in.
- L'Éventail, crayon sur toile, 73,5 x 148,5 cm[89].
- Autoportrait, technique mixte sur toile, 30,5 x 21 cm.

- Autoportrait [phylactère jaune, mouton coupé, tête, canon], sérigraphie en couleurs, titrée, signée au crayon, 43 x 31,5 cm, 100 ex[90].
- Coq, fusain sur toile, signé et daté en bas à gauche, 72 cm x 54 cm[91].
- Nu de dos, dessin, 10.63 x 8,27 in.

- Variation de Parme [corps de femme à tête de chien, jambon porté comme un violon], lithographie en noir, titrée, 25 ex., datée et signée au crayon, 32 x 25 cm[92].
- Le Pied-de-biche, sérigraphie sur papier, 54 x 39 cm, 100 exemplaires[93].
- Ivre, lithographie, 23.62 x 19,69 in.
- La Peau qui se déchire [un coupe-chou, un petit beurre, un arbre], lithographie en noir, 35 ex. signés au crayon, 30 x 25 cm[94].
- Un Jardin sans oiseaux [montagne, chou, tête de cerf], lithographie en noir, 35 ex. signés au crayon, 30 x 23 cm[94].
- La Chute [oiseaux, parapluie, chat], lithographie en noir, 35 ex. signés au crayon, 30 x 25 cm[94].
- Composition abstraite sans titre, gouache (gris-noir, bleu et rouge) sur papier, signée en bas à gauche, 55 x 76 cm[95].

## Livres d'artiste
- Jean-Baptiste Baronian, La bibliothèque de feu : contes, Bruxelles, La Pierre d'Alun, 1984.

Lithographies de C. De Taeye.
- Camille De Taeye, Gerda Vancluysen, Lithographies, préf. de Anne-Marie La Fère, Redu, éd. du Bateau ivre, 1986.
- Jean-Michel Bragard, Alphabestiaire, La Louvière, Le Daily-Bul, 1988. Un exemplaire est conservé au département Imprimés anciens et précieux de la Bibliothèque royale de Belgique.

Contient : une lithographie de C. De Taeye intitulée Houille.
- Nemesio Sánchez, À travers un regard, La Louvière, Le Daily-Bul, 1995  (ISBN 2-930136-03-0).

Couverture illustrée et gravure intitulée Une réalité tangible par C. De Taeye. Un exemplaire est conservé au département Imprimés anciens et précieux de la Bibliothèque royale de Belgique.
- Nemesio Sánchez, Fleur de citronnier, recueil traduit de l'espagnol par l'auteur et Danielle Gérard, ill. de Camille De Taeye, Bruxelles, Galerie 2016, 2007.

Publié dans le cadre de l'exposition signalée ci-dessus.
- Nemesio Sánchez, Marie-Jo Bouley (trad.), Amour Amor, La Louvière, Le Daily-Bul, 2009  (ISBN 978-2-930136-58-5). Tirage : 640 exemplaires numérotés.

Contient un dessin original de C. De Taeye.
- Gabriel Piqueray, Marcel Piqueray, Marais d'étoiles, La Louvière, Le Daily-Bul, 1991. Un exemplaire est conservéà la réserve précieuse de la Bibliothèque royale de Belgique.

Contient deux lithographies de C. De Taeye, intitulées Girl guide et Miss you.
- Marcel Piqueray, Gabriel Piqueray, Phosfer de cœur, Paris, Atelier Champfleury, 1983. Tirage : 60 exemplaires. Un exemplaire est conservé à la réserve précieuse de la Bibliothèque royale de Belgique.

2 lithographies sur vélin d'Arches, dont La toute jeune fille est morte.
- Gerda Vancluysen, Quatre textes écrits pour Édith en décembre 1979 : [livre d'artiste], imp. Camille De Taeye, 1990[101].
- Anne-Marie La Fère, Le cheval d'octobre : journal d'une fresque, La Louvière, Le Daily-Bul, 2003.

sérigraphie originale de l'artiste.
- Jacques Meuris, La pomme anamorphe et le cube glace, La Louvière, Le Daily Bul, 1984.

lithographie originale de Camille De Taeye.
- Arthur Rimbaud, Le Bateau ivre, éd. du Bateau ivre, 1991.
- Camille De Taeye (textes et dessins), Passages, éditions Espace B, 2013. Tirage : 100 exemplaires[104].
- Ben Durant, Midi-Pyrénées, Gerpinnes, Tandem, 2002  (ISBN 2-87349-056-X). Tirage : 600 exemplaires, dont 40 accompagnés d'une sérigraphie originale numérotée et signée par l'artiste.

sérigraphie originale de C. De Taeye.
- Ben Durant, La danse macabre, Bruxelles, Galerie Quadri, 2000. Tirage : 99 ex. numérotés. Un exemplaire est conservé au département Imprimés anciens et précieux de la Bibliothèque royale de Belgique.

sept dessins de C. De Taeye.
- Gwenaëlle Stubbe, Un serpent de fumée, Bruxelles, La pierre d'alun, 1999.
- Jacques Izoard, La Peau qui se déchire, 2004. Illustré de 3 sérigraphie de Camille De Taeye.
- André Janssens, Le ciel est bien dégagé derrière mes oreilles, CFC édition, 2000.

- Ben Durant, La Ricotta de Ravello, préface de Françoise Lalande, 16 ill. de Camille De Taeye, Bruxelles, Quadri, 2005.

## Spectacles
- Maurice Maeterlinck, Une musique de cuivre aux fenêtres des incurables, Nouveau théâtre de Belgique, 24 novembre 1982[105]. Décors et costumes de Camille De Taeye.
- Yánnis Rítsos, Sonate au clair de lune, Nouveau théâtre de Belgique, 13 février 1985[106]. Décors et costumes de Camille De Taeye.
- Thomas Bernhard, Les apparences sont trompeuses, Nouveau théâtre de Belgique, 3 novembre 1988. Décors de Camille De Taeye[107].